# Serhiy Symonenko
Sergiy Symonenko est un footballeur ukrainien, né le 12 juin 1981 à Koupiansk. Il évolue au poste de défenseur central.

## Palmarès
Vierge